# Territorio dependiente

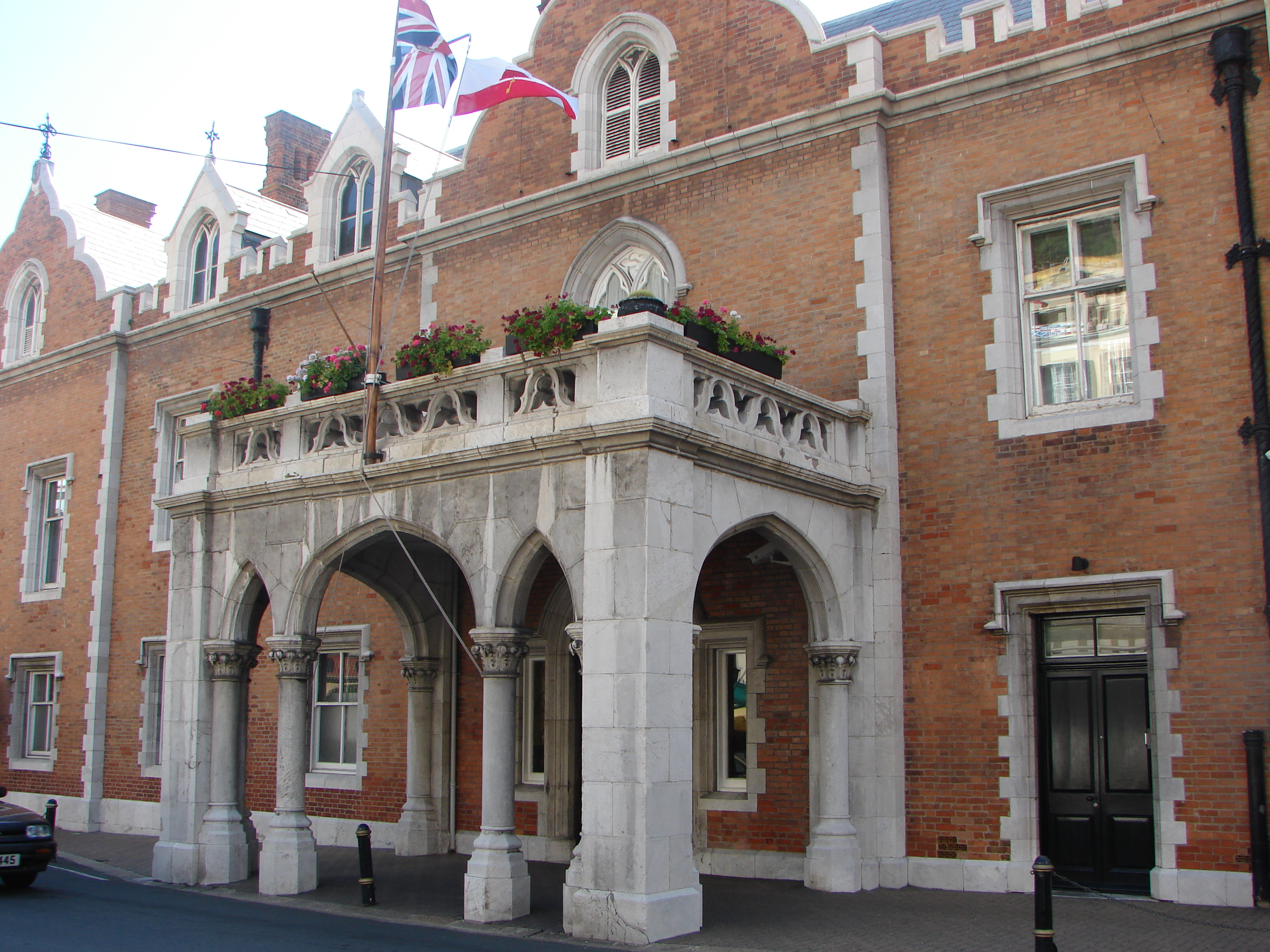
Edificio del Gobierno de Gibraltar, una dependencia británica ubicada en la península ibérica. En su frente flamean la bandera local y la bandera británica

Territorio dependiente, área dependiente o dependencia son términos jurídicos utilizados en el derecho internacional público para describir un tipo de relación entre dos territorios en la cual el Gobierno de uno de ellos (la metrópoli) por diversas razones y normativas ha adquirido algún tipo de responsabilidad legal sobre el Gobierno de otro territorio (el territorio dependiente).

## Introducción al concepto
En stricto sensu un territorio dependiente debe tener un sistema legal separado del territorio que tiene responsabilidad sobre él. En este sentido una dependencia se distingue comúnmente de las subdivisiones territoriales de un país por no ser considerada como una parte integral de ese país. La Enciclopedia Británica define una dependencia como «un estado débil dominado por o bajo la jurisdicción de un estado más poderoso pero no anexado formalmente por él.»

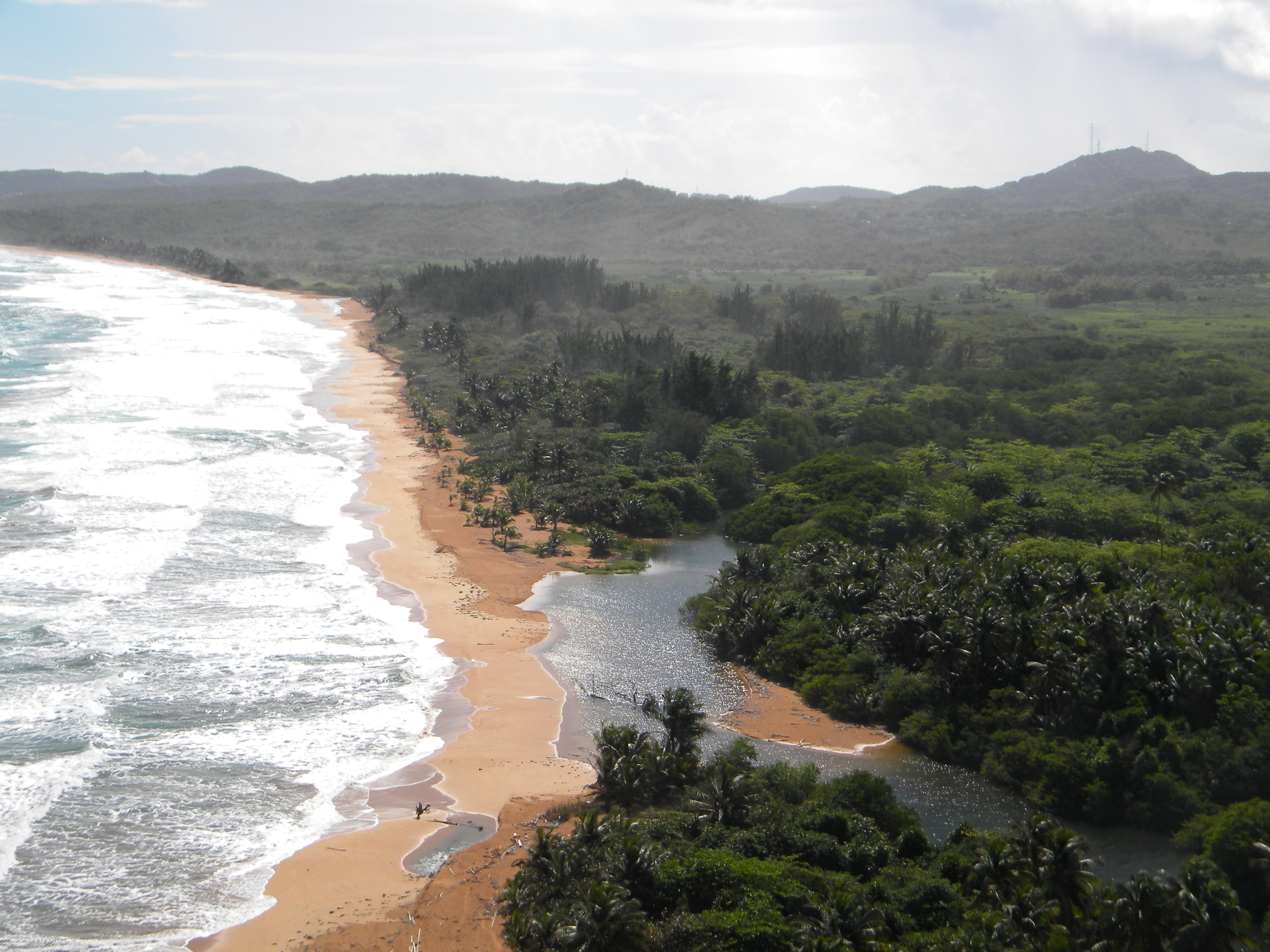
Playa San Miguel, en el Corredor ecológico del Noreste de Puerto Rico, un Estado libre asociado a Estados Unidos

El concepto también suele ser usado en lato sensu para incluir a otros territorios no metropolitanos que están sujetos a circunstancias especiales, que de acuerdo a los diferentes sistemas legales y constitucionales, esos territorios pueden ser considerados parte integral de un país soberano. Debido a la falta de una normativa internacional que defina qué es o no un territorio dependiente, es frecuente que se incluyan en catálogos de los mismos a territorios que están jurídicamente integrados a un determinado país, pero que por circunstancia especiales, tales como la separación física de su metrópoli, el estatus administrativo sui generis o su pasado colonial, son por lo general vistos como diferenciados. Es el caso de territorios de países como Francia, China, Finlandia, Países Bajos y Australia, que son parcialmente incluidos en catálogos como The World Factbook de la Agencia Central de Inteligencia, Dependencies and Areas of Special Sovereignty del Bureau of Intelligence and Research del Departamento de Estado (ambos de Estados Unidos), los códigos de país ISO 3166 y UNdata de las Naciones Unidas. Muchas dependencias tienen su propia divisa monetaria y son listadas en el catálogo de la norma ISO 4217. Los territorios dependientes suelen tener un dominio de Internet reservado (dominio de nivel superior geográfico) y un prefijo telefónico diferente al de su metrópoli. En algunos casos son admitidos en organizaciones deportivas internacionales, tales como el COI, la FIFA y la FIBA.
En ambos sentidos, por lo general en el pasado los territorios dependientes han sido considerados colonias por sus metrópolis. Las implicaciones negativas de la palabra colonia hicieron que luego de la Segunda Guerra Mundial comenzara paulatinamente a utilizarse la expresión territorio dependiente. Desde 1981 adquirió mayor preponderancia luego de que el Gobierno del Reino Unido lo utilizara en el British Nationality Act, discriminando entre la nacionalidad de los ciudadanos del Reino Unido y la de los British Dependent Territories.
Excepto en estados asociados, los territorios dependientes no poseen plena independencia política, como la que tienen los estados soberanos, pues el ejercicio de la soberanía es retenido por sus metrópolis. En algunos casos, sin embargo, se les reconoce el derecho a transformarse si lo desean en estados soberanos. En otros casos solo pueden adquirir la independencia y soberanía si la metrópoli lo permite, lo cual a veces está previsto en la normativa legal. El grado de autogobierno que se encuentra en los territorios dependientes es muy variado y hay algunos que han adquirido un grado de autonomía tal (estados asociados) que les permite ejercer algún tipo de relaciones diplomáticas con otros estados y organismos internacionales, por regla general, sin embargo, el ejercicio de las relaciones exteriores y la defensa de los territorios dependientes es ejercida por sus metrópolis.
Aunque hay territorios dependientes que poseen una amplia población, la mayoría corresponden a islas poco pobladas que no pueden sostener un gobierno autónomo e incluso algunas que carecen de población nativa, por lo que sus gobiernos son ejercidos enteramente por sus metrópolis. Los hay también aquellos que han sido igualados constitucionalmente a sus metrópolis y están unidos bajo una misma monarquía con el nombre de países constituyentes. Por lo general las dependencias gozan de menores derechos administrativos y políticos que las subunidades administrativas de sus metrópolis, lo cual varía según el nivel de dependencia del territorio. En algunos casos el territorio dependiente ha sido constituido por acuerdos internacionales y el ejercicio de la soberanía sobre él está limitado por esos acuerdos. Algunos territorios dependientes están afectados por disputas territoriales. Un caso especial es el de la Antártida, sobre la cual algunos países reclaman territorios considerados dependencias que están sujetas a las disposiciones del Tratado Antártico.

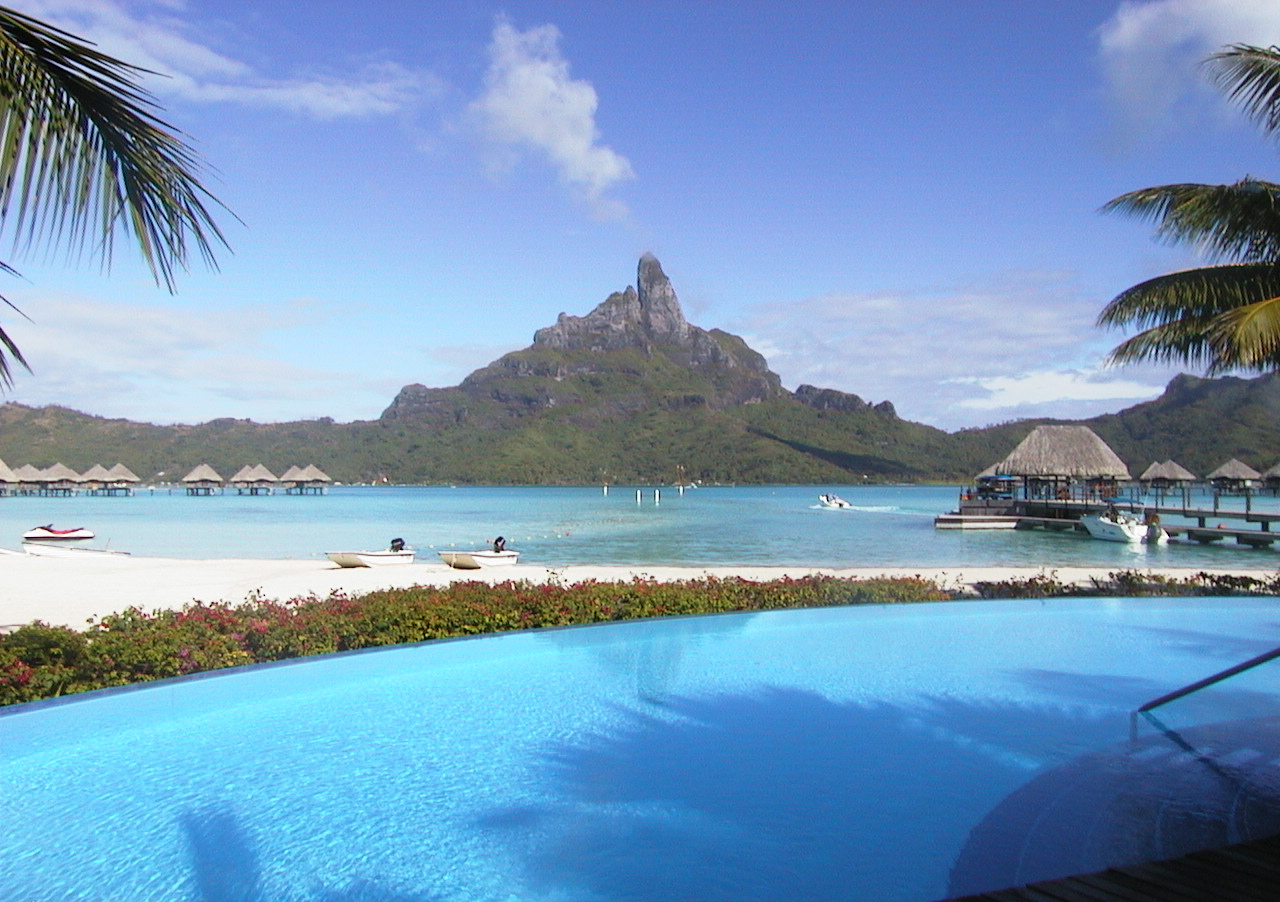
Vista parcial de la isla de Bora Bora, en la Polinesia Francesa, una colectividad de ultramar de Francia localizada en el sur del océano Pacífico

El término dependencia es también usado por 5 países para referirse a 8 territorios insulares marginales que los integran, sin que por ello sean considerados como territorios dependientes, ni legalmente ni por el uso consuetudinario del término en el ámbito internacional: Antigua y Barbuda (Barbuda, Redonda), Granada (Carriacou y Pequeña Martinica), Fiyi (Rotuma), Mauricio (Agalega, Cargados Carajos, Rodrigues) y Venezuela (Dependencias Federales).

## Territorios no autónomos según la ONU
Las Naciones Unidas mantienen una lista de territorios no autónomos (o 'no autogobernados', de acuerdo a la forma usada en inglés) que deben ser objeto de un proceso de descolonización, la cual fue inicialmente preparada con 72 territorios en 1946 de acuerdo con el artículo XI de la Carta de las Naciones Unidas. Esta lista es actualizada por la Asamblea General por recomendación del Comité Especial de Descolonización.
La lista está sujeta a controversia, entre otros motivos porque incluye territorios que han decidido democráticamente su estatus actual o tienen efectivo autogobierno. La lista incluye también al territorio del Sahara Occidental, que pendiente de un referendo de autodeterminación, se halla en su mayor parte bajo ocupación militar marroquí, mientras que Mauritania ocupa sin reclamar la población de La Güera y el resto del territorio está dominado por la parcialmente reconocida República Árabe Saharaui Democrática. La potencia administradora, España, informó a la Secretaría General de las Naciones Unidas el 26 de febrero de 1976 que renunciaba a sus derechos y obligaciones sobre el territorio, sin haber previamente acordado con las Naciones Unidas la transferencia de soberanía que hizo a Marruecos y a Mauritania.
La lista, nombres, aclaraciones y los datos que figuran en el sitio web de las Naciones Unidas (sin las banderas), actualizada a 17 de agosto de 2020, es la siguiente:
| Territorio                              | Estado administrador | Superficie (km²) | Población (i)        | Incluido en la lista de territorios no autónomos |
| --------------------------------------- | -------------------- | ---------------- | -------------------- | ------------------------------------------------ |
| Sáhara Occidental                       | (ii)                 | 266 000          | 582 000              | Desde 1963                                       |
| Anguila                                 | Reino Unido          | 96               | 15 397               | Desde 1946                                       |
| Bermudas                                | Reino Unido          | 53.35            | 63 921               | Desde 1946                                       |
| Islas Vírgenes Británicas               | Reino Unido          | 153              | 31 197               | Desde 1946                                       |
| Islas Caimán                            | Reino Unido          | 264              | 65 813               | Desde 1946                                       |
| Islas Malvinas (Falkland Islands) (iii) | Reino Unido          | 12 173           | Aproximadamente 3200 | Desde 1946                                       |
| Montserrat                              | Reino Unido          | 103              | 4649                 | Desde 1946                                       |
| Santa Elena                             | Reino Unido          | 310              | 5467                 | Desde 1946                                       |
| Islas Turcas y Caicos                   | Reino Unido          | 948.2            | 42 953               | Desde 1946                                       |
| Islas Vírgenes de los Estados Unidos    | Estados Unidos       | 352              | 105 000              | Desde 1946                                       |
| Gibraltar                               | Reino Unido          | 5.8              | 34 003               | Desde 1946                                       |
| Samoa Americana                         | Estados Unidos       | 200              | 60 300               | Desde 1946                                       |
| Polinesia Francesa                      | Francia              | 3600             | 276 300              | 1946-1947 y desde 2013                           |
| Guam                                    | Estados Unidos       | 540              | 163 875              | Desde 1946                                       |
| Nueva Caledonia                         | Francia              | 18 575           | 268 767              | 1946-1947 y desde 1986                           |
| Islas Pitcairn                          | Reino Unido          | 35.5             | 43                   | Desde 1946                                       |
| Tokelau                                 | Nueva Zelanda        | 12.2             | 1499                 | Desde 1946                                       |

(i). Todos los datos proceden de los documentos de trabajo de 2020 sobre los Territorios No Autónomos preparados por la Secretaría de las Naciones Unidas y, en el caso del Sáhara Occidental, de UNdata, base de datos de la División de Estadística del Departamento de Asuntos Económicos y Sociales de las Naciones Unidas.
(ii). El 26 de febrero de 1976 España informó al Secretario General de que, con esa fecha, el Gobierno español daba término definitivamente a su presencia en el Territorio del Sáhara y estimaba necesario dejar constancia de que España se consideraba desligada en lo sucesivo de toda responsabilidad de carácter internacional con relación a la administración de dicho Territorio, al cesar su participación en la administración temporal que se había establecido para el mismo. En 1990, la Asamblea General reafirmó que la cuestión del Sáhara Occidental era un problema de descolonización que debía resolver el pueblo del Sáhara Occidental.
(iii). Existe una disputa de soberanía entre los Gobiernos de la Argentina y el Reino Unido de Gran Bretaña e Irlanda del Norte respecto de las Islas Malvinas (Falkland Islands) (véase ST/CS/SER.A/42).

## Listas de territorios dependientes

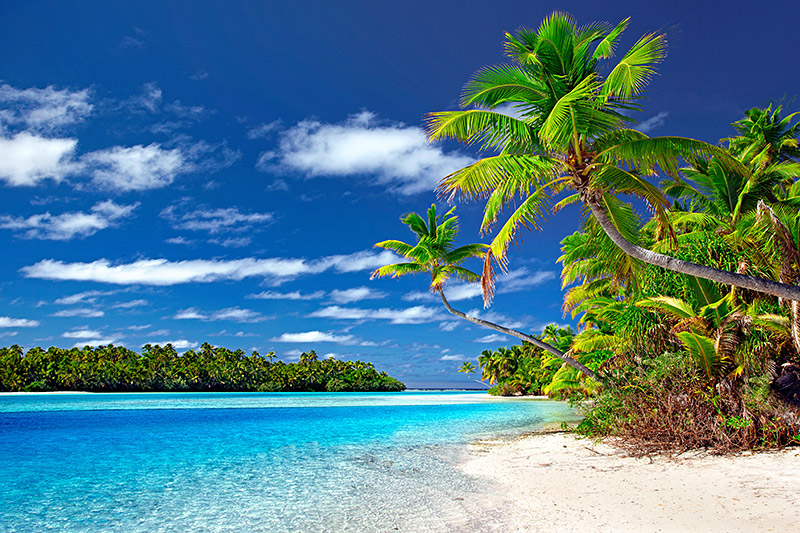
Islas Cook, un Estado en libre asociación a Nueva Zelanda

Las tablas siguientes listan a los territorios agrupados según sus metrópolis y expresando en cada caso su situación particular.

### Nueva Zelanda
El Reino de Nueva Zelanda es una colección de 5 entidades, una de las cuales es  Nueva Zelanda. Entre ellas hay dos estados en libre asociación con Nueva Zelanda, cuyo estatus es equivalente al de países independientes para fines de derecho internacional y que tienen relaciones diplomáticas con algunos países e integran agencias especializadas de las Naciones Unidas, aunque constitucionalmente no sean formalmente soberanos. Tienen derecho en cualquier momento a avanzar hacia la independencia total mediante una acción unilateral. 
Hay además dos territorios, uno de los cuales es una reclamación antártica y el otro es autónomo y está sujeto a descolonización. La ciudadanía neozelandesa es común para las 5 entidades del reino, aunque los habitantes de los dos estados asociados tienen además su propia nacionalidad. De acuerdo al Gobierno neozelandés, mientras compartan la ciudadanía neozelandesa los estados asociados no son considerados países independientes por Nueva Zelanda.
| Territorio (nombre oficial)        | Superficie (km²) | Población                                                                                                   | Gobierno | Tipo de dependencia | Código de país ISO 3166 |
| ---------------------------------- | ---------------- | --- | --- | --- | ----------------------- |
| Islas Cook (Cook Islands)          | 236.7            | 17 434 (censo 2016)                                                                                         | Jefe de Estado: monarca de Nueva Zelanda, representado por el representante del monarca. Jefe de gobierno: primer ministro, que preside un gabinete. Poder legislativo: Parlamento de las Islas Cook (24 miembros elegidos). Existe además como cuerpo consultivo la Cámara de Ariki (24 miembros nombrados por el representante del monarca). Poder judicial superior: Suprema Corte de las Islas Cook y Corte de Apelaciones, las apelaciones más allá de las Islas Cook van al Comité Judicial del Consejo Privado del Reino Unido sin pasar por tribunales de Nueva Zelanda. | Autogobierno en libre asociación con Nueva Zelanda, bajo el Cook Islands Constitution Act 1964 del Parlamento de Nueva Zelanda, que sancionó la Constitución de Islas Cook aprobada previamente en referendo (última enmienda en 2004), cesando la potestad legislativa neozelandesa en Islas Cook. Islas Cook es totalmente responsable de los asuntos internos, pero Nueva Zelanda conserva la responsabilidad de los asuntos externos y la defensa en consulta con las Islas Cook. Usa el dólar neozelandés, pero hasta abril de 1995 emitía también el dólar de las Islas Cook en paridad con él, que dejó de tener curso legal el 30 de abril de 2016. Para noviembre de 2018 las Islas Cook habían establecido relaciones diplomáticas con la Unión Europea y con 52 países, incluyendo a Kosovo, Nueva Zelanda y Niue (aunque entre ellos están Nueva Zelanda, Estados Unidos, Francia e Israel que no las reconocen como Estado soberano). También tienen relaciones consulares con 3 países. Las Naciones Unidas reconoció a las Islas Cook su capacidad para firmar tratados internacionales en 1992 y ha firmado tratados de límites con Estados Unidos y con Francia. | CK                      |
| Niue (Niue)                        | 261.46           | 1719 (censo 2017)                                                                                           | Jefe de estado: monarca de Nueva Zelanda, representado por el gobernador general de Nueva Zelanda (no residente). Jefe de gobierno: premier, que preside un gabinete. Poder legislativo: Asamblea de Niue (20 miembros elegidos). Poder judicial superior: Corte de Apelaciones, las apelaciones más allá de Niue van al Comité Judicial del Consejo Privado del Reino Unido sin pasar por tribunales de Nueva Zelanda. | Autogobierno en libre asociación con Nueva Zelanda, bajo el Niue Constitution Act 1974 del Parlamento de Nueva Zelanda, que sancionó la Constitución de Niue aprobada previamente en referendo (última enmienda en 2007), cesando la potestad legislativa neozelandesa en Niue. Niue es totalmente responsable de los asuntos internos, pero Nueva Zelanda conserva la responsabilidad de los asuntos externos y la defensa; sin embargo, estas responsabilidades no confieren derechos de control y solo se ejercen a solicitud del Gobierno de Niue. Aunque usa el dólar neozelandés emite también monedas metálicas propias en paridad con él (el dólar de Niue). Para julio de 2021 Niue había establecido relaciones diplomáticas con la Unión Europea y con 23 países, incluyendo a Kosovo, Nueva Zelanda e Islas Cook (aunque entre ellos están Nueva Zelanda, Francia e Israel que no lo reconocen como Estado soberano). Las Naciones Unidas reconoció a Niue su capacidad para firmar tratados internacionales en 1994 y ha firmado un tratado de límites marítimos con Estados Unidos.                                                                                 | NU                      |
| Tokelau (Tokelau)                  | 12               | 1647 (estim. 2019)                                                                                          | Jefe de estado: monarca de Nueva Zelanda, representado por un administrador nombrado por el Gobierno neozelandés. Jefe de gobierno: jefe de gobierno, que preside un gabinete. Poder legislativo: Fono General de Tokelau (20 miembros elegidos). Poder judicial superior: Corte Suprema de Nueva Zelanda y Corte de Apelaciones de Nueva Zelanda. | Territorio autoadministrado de Nueva Zelanda bajo el Tokelau Islands Act 1948 del Parlamento de Nueva Zelanda (última enmienda en 1986). Tokelau y Nueva Zelanda han acordado un borrador de constitución a medida que Tokelau avanza hacia la libre asociación con Nueva Zelanda, pero un referendo patrocinado por la ONU sobre autogobierno en octubre de 2007 no logró el voto mayoritario de dos tercios necesario para cambiar el estatus político. No tiene moneda propia y usa el dólar neozelandés. | TK                      |
| Dependencia Ross (Ross Dependency) | 450 000          | Sin población nativa. 10 a 80 neozelandeses no permanentes. Hay permanente y no permanente de otros países. | Jefe de estado: monarca de Nueva Zelanda, representado por el gobernador general de Nueva Zelanda. Poder ejecutivo: gobernador de la Dependencia Ross (el gobernador general de Nueva Zelanda), que nombra un oficial de gobierno residente (jefe de la base Scott). Poder legislativo: Parlamento de Nueva Zelanda por delegación del gobernador general. Poder judicial: tribunales de Nueva Zelanda (sin jurisdicción sobre los nacionales de países miembros del Tratado Antártico.                                                                                          | Territorio reclamado por Nueva Zelanda en la Antártida a nombre del monarca. Administrado por el Gobierno de Nueva Zelanda bajo el Tratado Antártico (internacional, 1959), el Ross Dependency Boundaries and Government Order in Council 1923 del Gobierno británico y el Antarctica Act 1960 del Parlamento de Nueva Zelanda. Sin embargo de que ninguna ley británica transfirió la Dependencia Ross a Nueva Zelanda, las Letters Patent Constituting the Office of Governor-General of New Zealand de 1983 fueron firmadas por la reina y establecen que el Reino de Nueva Zelanda comprende la Dependencia Ross. No tiene moneda propia y usa el dólar neozelandés | AQ                      |

### Noruega
El Reino de  Noruega tiene 3 dependencias (bilands) sin población nativa (2 de ellas son reclamaciones bajo el Tratado Antártico) que están sujetas a la soberanía del Estado noruego pero que no son parte integral del reino. El derecho privado, el penal y la legislación noruega sobre la administración de justicia se aplican a las dependencias, y el monarca determina la medida en que se aplican otras leyes. 
Existen además 2 territorios que sí son parte integral del reino, pero que no están incorporados a ningún condado. Uno de ellos está sujeto a un tratado internacional y el otro es un territorio sin población nativa. Los ciudadanos de todos los territorios y dependencias tienen la ciudadanía noruega. Todas las dependencias y territorios noruegos utilizan la corona noruega.
| Territorio (nombre oficial)                  | Superficie (km²) | Población                                                                                        | Gobierno | Tipo de dependencia | Código de país ISO 3166 |
| -------------------------------------------- | ---------------- | ------------------------------------------------------------------------------------------------ | --- | --- | ----------------------- |
| Svalbard (Svalbard)                          | 61 022           | 2310 (2018, incluyendo personal no permanente).                                                  | Jefe de estado: monarca de Noruega Jefe de gobierno: gobernador nombrado por el monarca y bajo dependencia del Departamento de Asuntos Polares del Ministerio de Justicia y Seguridad Pública. Gobierno local: Longyearbyen tiene un consejo comunitario (15 miembros elegidos) cuya jurisdicción abarca solo a la población y sus alrededores. Poder judicial: tribunal de distrito de Nord-Troms y Senja con sede en Tromsø (desde el 26 de abril de 2021) por decisión del monarca. | Territorio del Reino de Noruega administrado bajo el Tratado de Svalbard (internacional, 1920) y el Lov om Svalbard de 1925 del Parlamento de Noruega. El derecho privado, el penal y la legislación noruega sobre la administración de justicia se aplican a Svalbard, a menos que se disponga lo contrario. Otras disposiciones legales no se aplican a Svalbard, excepto cuando se estipule específicamente.                                                  | SJ                      |
| Jan Mayen (Jan Mayen)                        | 377              | Sin población nativa, el personal no permanente es de 22 personas.                               | Jefe de estado: monarca de Noruega Jefe de gobierno: el administrador estatal del condado de Nordland desde el 1 de enero de 1995, sin formar parte del mismo. Parte de la autoridad es delegada al jefe residente del Departamento Vervarslinga for Nord-Norge del Instituto Meteorológico Noruego. Poder judicial: tribunal de distrito de Salten y Lofoten con sede en Bodø (desde el 26 de abril de 2021).                                                                         | Territorio del Reino de Noruega administrado bajo el Lov om Jan Mayen de 1930 del Parlamento de Noruega. El derecho privado, penal y la legislación noruega sobre la administración de justicia se aplican a Jan Mayen. El rey determina la medida en que se aplican otras leyes. La reserva natural de Jan Mayen fue creada por real decreto de 19 de noviembre de 2010 y abarca casi toda la isla y la mayor parte de sus espacios marítimos jurisdiccionales. | SJ                      |
| Isla Bouvet (Bouvetøya)                      | 49               | Sin población nativa.                                                                            | Jefe de estado: monarca de Noruega Gobierno: administrada por el Ministerio de Comercio e Industria (con sede en Oslo). Poder judicial: tribunal de distrito de Oslo. | Es una dependencia sujeta a la soberanía de Noruega pero que no es parte del reino. Es administrada bajo el Lov om Bouvet-øya, Peter I's øy og Dronning Maud Land de 1930. Se aplican las leyes de Noruega, cuando corresponden. La isla fue declarada reserva natural el 17 de diciembre de 1971. | BV                      |
| Isla Pedro I (Peter I Øy)                    | 156              | Sin población nativa.                                                                            | Jefe de estado: monarca de Noruega Gobierno: administrada por el Departamento de Asuntos Polares del Ministerio de Justicia y Seguridad Pública (con sede en Oslo). Poder judicial: no se ha establecido ninguna autoridad judicial. | Territorio reclamado por Noruega en la Antártida. Es una dependencia sujeta a la soberanía de Noruega pero que no es parte del reino. Administrada bajo el Tratado Antártico (internacional, 1959) y el Lov om Bouvet-øya, Peter I's øy og Dronning Maud Land de 1930. Se aplican las leyes de Noruega, cuando corresponden. | AQ                      |
| Tierra de la Reina Maud (Dronning Maud Land) | 2 700 000        | Sin población nativa. Hay personal noruego estival y permanente y no permanente de otros países. | Jefe de estado: monarca de Noruega Gobierno: administrada por el Departamento de Asuntos Polares del Ministerio de Justicia y Seguridad Pública (con sede en Oslo). Poder judicial: no se ha establecido ninguna autoridad judicial. | Territorio reclamado por Noruega en la Antártida. Es una dependencia sujeta a la soberanía de Noruega pero que no es parte del reino. Administrada bajo el Tratado Antártico (internacional, 1959) y el Lov om Bouvet-øya, Peter I's øy og Dronning Maud Land de 1930. Se aplican las leyes de Noruega, cuando corresponden. | AQ                      |

### Reino Unido
El Reino Unido de la Gran Bretaña e Irlanda del Norte  tiene 14 territorios de ultramar con distinto grado de autogobierno. Estos territorios no forman parte del Reino Unido, pero todos tienen al monarca del Reino Unido como su jefe de Estado. Por consejo del Gobierno británico el monarca nombra un representante (gobernador o comisionado) en cada territorio para ejercer su poder ejecutivo como jefe de Estado de hecho. Cada territorio de ultramar tiene su propio sistema legal independiente del Reino Unido y elige su propia moneda. 
Las constituciones de los territorios de ultramar son aprobadas por el Parlamento británico y el Reino Unido se reserva la defensa y las relaciones exteriores de esos territorios. Los territorios de ultramar tienen su propia nacionalidad, aunque excepto las bases militares en Chipre, todos sus nacionales tienen además la ciudadanía británica. Existen además 3 dependencias de la Corona británica que son territorios autogobernados con derecho a la autodeterminación y que no forman parte del Reino Unido, aunque comparten la ciudadanía británica y este Gobierno es responsable de su defensa y de sus relaciones internacionales. La legislación del Reino Unido puede extenderse a las dependencias de la Corona mediante una Orden del Consejo a nombre del monarca a solicitud de cada una de ellas.
| Territorio (nombre oficial) | Superficie (km²) | Población | Gobierno | Tipo de dependencia | Código de país ISO 3166 |
| --- | ---------------- | --- | --- | --- | ----------------------- |
| Bailía de Jersey (Bailiwick of Jersey) | 118.2            | 106 800 (est. 2019). | Jefe de estado: duque de Normandía (el monarca del Reino Unido), representado por un teniente gobernador. Jefe de gobierno: ministro principal, que preside el Consejo de Ministros. Poder legislativo: Asamblea de los Estados de Jersey (49 miembros elegidos). Poder judicial superior: Corte de Apelaciones de Jersey y Corte Real. Las apelaciones más allá de Jersey van al Comité Judicial del Consejo Privado del Reino Unido. | Dependencia de la Corona con autogobierno, sin constitución, aunque con estatutos y otras normas cuya enmienda requiere la revisión del Gobierno británico y el asentimiento del monarca. Aunque usa la libra esterlina emite también la libra de Jersey en paridad con ella. | JE                      |
| Isla de Man (Isle of Man) | 572              | 83 314 (2016). | Jefe de estado: lord de Man (el monarca del Reino Unido), representado por un teniente gobernador. Jefe de gobierno: ministro principal, que preside el Consejo de Ministros. Poder legislativo: Tynwald, formado por el Consejo Legislativo (11 miembros designados) y la Cámara de las Llaves (24 miembros elegidos). Poder judicial superior: Suprema Corte de Justicia de la Isla de Man y Tribunal de Entrega de la Cárcel General. Las apelaciones más allá de la Isla de Man van al Comité Judicial del Consejo Privado del Reino Unido. | Dependencia de la Corona con autogobierno. Tiene una constitución que data de al menos al siglo XIV, que el Tynwald puede enmendar con acuerdo del teniente gobernador (última enmienda en 2020). Aunque usa la libra esterlina emite también la libra manesa en paridad con ella. | IM                      |
| Bailía de Guernsey (Bailiwick of Guernsey) que comprende 3 jurisdicciones autónomas separadas: * Guernsey (Guernsey) * Sark (Sark) * Alderney (Alderney)                                                                             | 78               | 63 026 (2016). | Jefe de estado: duque de Normandía (el monarca del Reino Unido), representado por un teniente gobernador. Jefe de gobierno: no existe un gobierno común para toda la bailía, aunque de hecho cumple la función de jefe de gobierno el presidente del Comité de Políticas y Recursos de Guernsey. El señor de Sark y presidente de los Estados de Alderney presiden los gobiernos de esas islas. Poder legislativo: no hay un legislativo común, pero los Estados de la Deliberación o Estados de Guernsey (38 miembros elegidos y 2 designados por Alderney para intervenir en los temas delegados por esta isla por un acuerdo de 1948) legislan para toda la bailía a solicitud o por delegación de Sark y de Alderney. Existen además el Parlamento de Sark o Chief Pleas (28 miembros elegidos, uno hereditario y uno vitalicio) y los Estados de Alderney (10 miembros elegidos), cuyas leyes deben ser aprobadas por el Consejo Privado del Reino Unido. Poder judicial superior: Corte de Apelación de Guernsey y Corte Real. La Corte de Alderney y la Corte del Senescal de Sark les están subordinadas. Las apelaciones más allá de Guernsey van al Comité Judicial del Consejo Privado del Reino Unido. | Dependencia de la Corona con autogobierno, sin constitución escrita. Aunque usa la libra esterlina se emiten también la libra de Guernsey y la libra de Alderney en paridad con ella. | GG                      |
| Bermudas (Bermuda) | 53.2             | 62 506 (est. 2019). | Jefe de estado: monarca del Reino Unido, representado por un gobernador. Jefe de gobierno: premier, que preside un gabinete. Poder legislativo: Parlamento de Bermudas, integrado por el Senado (11 miembros designados) y la Cámara de Asamblea (36 miembros elegidos). Poder judicial superior: Corte de Apelaciones y Corte Suprema. Las apelaciones más allá de Bermudas van al Comité Judicial del Consejo Privado del Reino Unido. | Territorio británico de ultramar con gobierno autónomo limitado bajo el Bermuda Constitution Act 1967 del Parlamento del Reino Unido (última enmienda en 2012), aprobado por la monarquía con el Bermuda Constitution Order 1968. La independencia fue rechazada en un referendo en 1995. Tiene moneda propia: el dólar bermudeño en paridad con el dólar estadounidense. | BM                      |
| Gibraltar (Gibraltar) | 6.7              | 33 701 (est. 2019). 1250 no permanentes.                                                                                                | Jefe de estado: monarca del Reino Unido, representado por un gobernador. Jefe de gobierno: ministro principal, que preside un gabinete. Poder legislativo: Parlamento de Gibraltar (17 miembros elegidos y uno designado). Poder judicial superior: Corte de Apelaciones y Corte Suprema de Gibraltar. Las apelaciones más allá de Gibraltar van al Comité Judicial del Consejo Privado del Reino Unido. | Territorio británico de ultramar con autogobierno bajo el Gibraltar Constitution Order 2006 de la monarquía británica, que sancionó una constitución aprobada por referendo. Las enmiendas deben ser aprobadas por la Secretaría de Estado del Reino Unido a nombre del monarca y por referendo. De acuerdo al Tratado de Utrecht (internacional, 1713) no puede independizarse ni ser transferido a otro país sin el consentimiento de España. En 1967 un referendo rechazó la propuesta de pasaje a la soberanía española y en 2002 otro referendo rechazó la propuesta de condominio entre España y el Reino Unido. Aunque usa la libra esterlina emite también la libra gibraltareña en paridad con ella. | GI                      |
| Anguila (Anguilla) | 91               | 14 869 (est. 2019). | Jefe de estado: monarca del Reino Unido, representado por un gobernador. Jefe de gobierno: premier, que preside el Consejo Ejecutivo. Poder legislativo: Cámara de Asamblea (11 elegidos y 4 designados). Poder judicial superior: las apelaciones más allá de Anguila van a la Suprema Corte del Caribe Oriental (itinerante). | Territorio británico de ultramar con autogobierno bajo el The Anguilla Constitution Order 1982 del monarca británico que aprobó una constitución (última enmienda en 2019) luego de que el Parlamento del Reino Unido le confiriera el poder mediante el Anguilla Act 1980. Comparte con otros países y territorios el dólar del Caribe Oriental. | AI                      |
| Islas Vírgenes Británicas (British Virgin Islands) | 153              | 31 758 (2018). | Jefe de estado: monarca del Reino Unido, representado por un gobernador. Jefe de gobierno: premier, que preside el Consejo Ejecutivo. Poder legislativo: Asamblea de las Islas Vírgenes Británicas. Poder judicial: las apelaciones más allá de las Islas Vírgenes Británicas van a la Suprema Corte del Caribe Oriental. | Territorio británico de ultramar con autogobierno limitado bajo el The Virgin Islands Constitution Order 2007 del Parlamento del Reino Unido. No tiene moneda propia y usa el dólar estadounidense. | VG                      |
| Islas Caimán (Cayman Islands) | 262.4            | 68 076 (201). | Jefe de estado: monarca del Reino Unido, representado por un gobernador. Jefe de gobierno: premier, que preside un gabinete. Poder legislativo: Asamblea Legislativa de las Islas Caimán. Poder judicial: las apelaciones más allá de las Islas Caimán van al Comité Judicial del Consejo Privado del Reino Unido. | Territorio británico de ultramar con gobierno interno propio bajo el The Cayman Islands Constitution Order 2009 del Parlamento del Reino Unido. Tiene moneda propia: el dólar de las Islas Caimán. | KY                      |
| Islas Malvinas (Falkland Islands) | 12 200           | 3377 (est. 2019). 1350 no permanentes.                                                                                                  | Jefe de estado: monarca del Reino Unido, representado por un gobernador. Jefe de gobierno: jefe ejecutivo, que preside el Consejo Ejecutivo de las Islas Malvinas. Poder legislativo: Asamblea Legislativa de las Islas Malvinas. Poder judicial: las apelaciones más allá de las Islas Malvinas van al Comité Judicial del Consejo Privado del Reino Unido. | Territorio británico de ultramar con gobierno interno propio bajo el The Falkland Islands Constitution Order 2008 del Parlamento del Reino Unido. Un referendo en marzo de 2013 aprobó la permanencia del territorio bajo la soberanía británica. Aunque usa la libra esterlina emite también la libra malvinense en paridad con ella. | FK                      |
| Montserrat (Montserrat) | 102              | 5215 (2019). | Jefe de estado: monarca del Reino Unido, representado por un gobernador. Jefe de gobierno: premier, que preside el Consejo Ejecutivo. Poder legislativo: Asamblea Legislativa de Montserrat. Poder judicial: las apelaciones más allá de Montserrat van a la Suprema Corte del Caribe Oriental. | Territorio británico de ultramar con gobierno interno propio bajo el The Montserrat Constitution Order 2010 del Parlamento del Reino Unido. Comparte con otros países y territorios el dólar del Caribe Oriental. | MS                      |
| Islas Turcas y Caicos (Turks and Caicos Islands) | 616.3            | 38 191 (est. 2019). | Jefe de estado: monarca del Reino Unido, representado por un gobernador. Jefe de gobierno: premier, que preside un gabinete. Poder legislativo: Asamblea Legislativa de las Islas Turcas y Caicos. Poder judicial: las apelaciones más allá de las Islas Turcas y Caicos van al Comité Judicial del Consejo Privado del Reino Unido. | Territorio británico de ultramar con gobierno interno propio bajo el The Turks and Caicos Constitution Order 2011 del Parlamento del Reino Unido. No tiene moneda propia y usa el dólar estadounidense. | TC                      |
| Santa Elena, Ascensión y Tristán de Acuña (Saint Helena, Ascension and Tristan da Cunha) que comprende 3 jurisdicciones separadas: * Santa Elena (Saint Helena) * Ascensión (Ascension Island) * Tristán de Acuña (Tristan da Cunha) | 394              | 5633 (2016). 1000 no permanentes. | Jefe de estado: monarca del Reino Unido, representado por un gobernador, que nombra administradores en la isla Ascensión y en Tristán de Acuña. Jefe de gobierno: gobernador. Poder legislativo: en cada territorio: Consejo Legislativo de Santa Elena, Consejo de la Isla Ascensión y Consejo de las Islas Tristán de Acuña. Poder judicial: las apelaciones más allá del territorio van al Comité Judicial del Consejo Privado del Reino Unido. | Territorio británico de ultramar bajo el St Helena, Ascension and Tristan da Cunha Constitution Order, 2009 del Parlamento del Reino Unido. Está subdividido en 3 territorios, cada uno con gobierno interno propio. Comparten una corte suprema. Aunque usa la libra esterlina emite también la libra de Santa Elena en paridad con ella, que es usada en Santa Elena y en Ascensión. | SH                      |
| Islas Pitcairn, Henderson, Ducie y Oeno (Pitcairn, Henderson, Ducie and Oeno Islands) | 47               | 50 (est. 2019). 6 no permanentes. | Jefe de estado: monarca del Reino Unido, representado por un gobernador no residente (alto comisionado del Reino Unido en Nueva Zelanda) que nombra un comisionado. Jefe de gobierno: alcalde y presidente del Consejo de la Isla. Poder legislativo: Consejo de la Isla. Poder judicial: las apelaciones más allá de las Islas Pitcairn van al Comité Judicial del Consejo Privado del Reino Unido. | Territorio británico de ultramar con gobierno interno propio limitado bajo el Pitcairn Constitution Order 2010 del Parlamento del Reino Unido. No tiene moneda propia y usa el dólar neozelandés. | PN                      |
| Áreas de base soberana de Acrotiri y Dhekelia (Sovereign Base Areas of Akrotiri and Dhekelia) | 254              | 7700 chipriotas. 8000 no permanentes.                                                                                                   | Jefe de estado: monarca del Reino Unido, representado por un administrador que es el jefe de las fuerzas militares británicas en Chipre. Jefe de gobierno: administrador, que nombra un oficial jefe. Poder legislativo: administrador. | Territorio británico de ultramar administrado por el Gobierno del Reino Unido bajo el Tratado de Establecimiento de la República de Chipre (internacional, 1960) y el The Sovereign Base Areas of Akrotiri and Dhekelia Order 1960 del Parlamento del Reino Unido. No tiene moneda propia y usa el euro. | -                       |
| Islas Georgias del Sur y Sandwich del Sur (South Georgia and the South Sandwich Islands) | 3903             | Sin población nativa. 99 no permanentes.                                                                                                | Jefe de estado: monarca del Reino Unido, representado por un comisionado no residente (el gobernador de las Islas Malvinas). Jefe de gobierno: comisionado, representado por un oficial jefe ejecutivo. Poder legislativo: comisionado. | Territorio británico de ultramar administrado bajo el South Georgia and South Sandwich Islands Order 1985 del Parlamento del Reino Unido. Aunque usa la libra esterlina usa también la libra malvinense en paridad con ella. | GS                      |
| Territorio Británico del Océano Índico (British Indian Ocean Territory) | 60               | Sin población nativa (fue expulsada). 2500 no permanentes.                                                                              | Jefe de estado: monarca del Reino Unido, representado por un comisionado no residente (el mismo que el del Territorio Antártico Británico). Jefe de gobierno: comisionado, representado por el jefe de las fuerzas militares británicas en el territorio. Poder legislativo: comisionado. | Territorio británico de ultramar administrado bajo el British Indian Ocean Territory Constitution Order 2004 del Parlamento del Reino Unido. No tiene moneda propia y es de curso legal la libra esterlina, aunque de hecho se usa el dólar estadounidense. | IO                      |
| Territorio Antártico Británico (British Antarctic Territory) | 1 709 400        | Sin población nativa. 50 británicos no permanentes en invierno y 400 en verano, además de permanentes y no permanentes de otros países. | Jefe de estado: monarca del Reino Unido, representado por un comisionado no residente (el mismo que el del Territorio Británico del Océano Índico). Jefe de gobierno: comisionado. Poder legislativo: comisionado. | Territorio británico de ultramar (reclamación antártica) administrado por el Gobierno del Reino Unido bajo el Tratado Antártico (internacional, 1959) y el The British Antarctic Territory Order 1989 del Parlamento del Reino Unido. No tiene moneda propia y usa la libra esterlina. | AQ                      |

### Estados Unidos
Estados Unidos tiene 13 territorios que están bajo su soberanía, pero que no están incorporados a los efectos del derecho constitucional de los Estados Unidos (que se aplica parcialmente) y están bajo directa jurisdicción del Congreso. Cuatro de ellos son territorios organizados por el Congreso de Estados Unidos, entre los que hay dos que son estados libres asociados con estatus de autogobierno y otros 2 que tienen gobierno autónomo. De los demás territorios no incorporados hay 8 que no poseen población nativa y están administrados por el Gobierno de Estados Unidos y otro que tiene gobierno autónomo propio no organizado por el Congreso de Estados Unidos, pero sí por la presidencia. 
Existe además un territorio incorporado y no organizado sin población nativa y administrado por el Gobierno de Estados Unidos para el cual rige plenamente la constitución de Estados Unidos. Todo lo relacionado con la moneda, la defensa y las relaciones exteriores de los territorios cae bajo la jurisdicción del gobierno federal. Los habitantes de los territorios tienen la ciudadanía de Estados Unidos a excepción de Samoa Americana, que tiene su propia nacionalidad. Los 9 territorios no habitados son clasificados estadísticamente como Islas Ultramarinas Menores de los Estados Unidos. Todas las dependencias estadounidenses utilizan el dólar estadounidense.
| Territorio (nombre oficial)                                                | Superficie (km²) | Población                                    | Gobierno | Tipo de dependencia | Código de país ISO 3166 |
| -------------------------------------------------------------------------- | ---------------- | -------------------------------------------- | --- | --- | ----------------------- |
| Puerto Rico (Estado Libre Asociado de Puerto Rico)                         | 9104             | 3 193 694 (est. 2019).                       | Jefe de estado: presidente de Estados Unidos. Jefe de gobierno: gobernador. Poder legislativo: Asamblea Legislativa de Puerto Rico (bicameral). Poder judicial: las apelaciones más allá de Puerto Rico van a la Corte Suprema de los Estados Unidos. | Territorio no incorporado y organizado con estatus de mancomunidad (estado libre asociado) por la ley pública 81-600 de 1950 del Congreso de Estados Unidos. Tiene constitución ratificada por referendo en 1952 y aprobada por el Congreso de Estados Unidos, que retiene la autoridad sobre el territorio. En referendo en 2012 se votó por su transformación en estado de Estados Unidos, pero no fue aceptado por ese país.                                                                      | PR                      |
| Islas Marianas del Norte (Commonwealth of the Northern Mariana Islands)    | 464              | 55 184 (est. 2017).                          | Jefe de estado: presidente de Estados Unidos. Jefe de gobierno: gobernador. Poder legislativo: Legislatura de la Mancomunidad de las Islas Marianas del Norte (bicameral). Poder judicial: las apelaciones más allá de las Islas Marianas del Norte van a la Corte Suprema de los Estados Unidos.                                                                        | Mancomunidad en unión política con Estados Unidos, bajo la ley pública 94-241 de 1976 del Congreso de Estados Unidos. Esta ley aprobó un pacto entre las Islas Marianas del Norte (hasta entonces en administración fiduciaria) y Estados Unidos, estableciendo disposiciones que no pueden modificarse sin el acuerdo de ambas partes y restricciones a la legislación estadounidense sobre el territorio. Tiene constitución aprobada por referendo en 1977 y por el presidente de Estados Unidos. | MP                      |
| Guam (Guam)                                                                | 540              | 162 742 (est. 2016).                         | Jefe de estado: presidente de Estados Unidos. Jefe de gobierno: gobernador. Poder legislativo: Legislatura de Guam. Poder judicial: las apelaciones más allá de Guam van a la Corte Suprema de los Estados Unidos. | Territorio no incorporado y organizado con autogobierno bajo el Guam Act 1950 del Congreso de los Estados Unidos. | GU                      |
| Islas Vírgenes de los Estados Unidos (Virgin Islands of the United States) | 346.4            | 106 405 (2010).                              | Jefe de estado: presidente de Estados Unidos. Jefe de gobierno: gobernador. Poder legislativo: Legislatura de las Islas Vírgenes. Poder judicial: las apelaciones más allá de las Islas Vírgenes van a la Corte Suprema de los Estados Unidos. | Territorio no incorporado y organizado con autogobierno bajo el Revised Organic Act of the Virgin Islands 1954 del Congreso de los Estados Unidos. | VI                      |
| Samoa Americana (American Samoa)                                           | 199              | 55 689 (est. 2018).                          | Jefe de estado: presidente de Estados Unidos que lo delega al secretario del Interior de los Estados Unidos, no residente (con derecho de veto sobre las leyes locales). Jefe de gobierno: gobernador. Poder legislativo: Fono de Samoa Americana (bicameral). Poder judicial: las apelaciones más allá de Samoa Americana van a la Corte Suprema de los Estados Unidos. | Territorio no incorporado y no organizado con gobierno autónomo. La constitución fue aprobada en referendo en 1960 y sus enmiendas deben ser aprobadas por la Oficina de Asuntos Insulares del Departamento del Interior de los Estados Unidos. | AS                      |
| Atolón Palmira (Territory of Palmyra Island)                               | 11.9             | Sin población nativa. 4 a 20 no permanentes. | Refugio nacional de vida silvestre administrado por un superintendente no residente del monumento nacional marino de las islas remotas del Pacífico del Servicio de Pesca y Vida Silvestre de los Estados Unidos | Territorio incorporado y no organizado (parcialmente propiedad privada). | UM                      |
| Isla Wake (Wake Island)                                                    | 6.5              | Sin población nativa. 100 no permanentes.    | Administrada por la Fuerza Aérea de los Estados Unidos, que la delega en el consejero general de la Fuerza Aérea no residente, quien está representado por el comandante militar de la isla. | Territorio no incorporado y no organizado. | UM                      |
| Atolón Johnston (Johnston Atoll)                                           | 2.67             | Sin población nativa.                        | Refugio nacional de vida silvestre administrado por un superintendente no residente (con sede en Honolulu) del monumento nacional marino de las islas remotas del Pacífico del Servicio de Pesca y Vida Silvestre de los Estados Unidos | Territorio no incorporado y no organizado. | UM                      |
| Islas Midway (Midway Atoll)                                                | 6.2              | Sin población nativa.                        | Refugio nacional de vida silvestre y monumento nacional Batalla de Midway dentro del monumento nacional marino de Papahānaumokuākea, administrado por un gerente de refugio no residente del Servicio de Pesca y Vida Silvestre de los Estados Unidos | Territorio no incorporado y no organizado. | UM                      |
| Arrecife Kingman (Kingman Reef)                                            | 0.03             | Sin población nativa.                        | Refugio nacional de vida silvestre administrado por un superintendente no residente del monumento nacional marino de las islas remotas del Pacífico del Servicio de Pesca y Vida Silvestre de los Estados Unidos | Territorio no incorporado y no organizado. | UM                      |
| Isla Jarvis (Jarvis Island)                                                | 4.5              | Sin población nativa.                        | Refugio nacional de vida silvestre administrado por un superintendente no residente del monumento nacional marino de las islas remotas del Pacífico del Servicio de Pesca y Vida Silvestre de los Estados Unidos | Territorio no incorporado y no organizado. | UM                      |
| Isla Baker (Baker Island)                                                  | 1.4              | Sin población nativa.                        | Refugio nacional de vida silvestre administrado por un superintendente no residente del monumento nacional marino de las islas remotas del Pacífico del Servicio de Pesca y Vida Silvestre de los Estados Unidos | Territorio no incorporado y no organizado. | UM                      |
| Isla Howland (Howland Island)                                              | 2.6              | Sin población nativa.                        | Refugio nacional de vida silvestre administrado por un superintendente no residente del monumento nacional marino de las islas remotas del Pacífico del Servicio de Pesca y Vida Silvestre de los Estados Unidos | Territorio no incorporado y no organizado. | UM                      |
| Isla Navaza (Navassa Island)                                               | 5.4              | Sin población nativa.                        | Refugio nacional de vida silvestre Isla de Navaza administrado por un supervisor de campo no residente (sede en Boquerón, Puerto Rico) del complejo nacional de refugios de vida silvestre de las Islas del Caribe del Servicio de Pesca y Vida Silvestre de los Estados Unidos                                                                                          | Territorio no incorporado y no organizado. | UM                      |

### Australia
Aunque se considera que todos los territorios de  Australia están completamente integrados en su sistema federativo, y el estatus oficial de un territorio externo no difiere en gran medida del de un territorio continental (excepto en lo que respecta a la ley de inmigración), el debate sigue siendo si los territorios son partes integrales de Australia, debido a que no formaron parte de Australia en 1901, cuando sus estados constituyentes se federaron (con la excepción de las Islas del Mar del Coral, que eran parte de Queensland). A menudo se enumeran por separado para fines estadísticos. Australia tiene 7 territorios externos, 2 de los cuales tienen gobierno local propio y otro cuyo autogobierno ha sido recientemente reducido. El sistema legal de los territorios está bajo la autoridad del gobernador general de Australia y la ley australiana. Los habitantes de todos los territorios tienen la ciudadanía australiana. Todos los territorios australianos utilizan el dólar australiano.
| Territorio (nombre oficial)                                                 | Superficie (km²) | Población                                                                                  | Gobierno | Tipo de dependencia | Código de país ISO 3166 |
| --------------------------------------------------------------------------- | ---------------- | ------------------------------------------------------------------------------------------ | --- | --- | ----------------------- |
| Isla Norfolk (Territory of Norfolk Island)                                  | 34.6             | 1748 (2016).                                                                               | Jefe de estado: monarca de Australia, representado por el gobernador general de Australia, que nombra un administrador. Poder ejecutivo: administrador dependiente del Departamento de Infraestructura, Desarrollo Regional y Ciudades. Poder legislativo: Parlamento de Australia.                                     | Territorio externo con autogobierno limitado (Consejo Regional de la Isla de Norfolk), bajo el Norfolk Island Act 1957 del Parlamento de Australia. Por delegación del Gobierno federal se aplican leyes del estado de Nueva Gales del Sur            | NF                      |
| Isla de Navidad (Territory of Christmas Island)                             | 135              | 1843 (2016).                                                                               | Jefe de estado: monarca de Australia, representado por el gobernador general de Australia, que nombra un administrador. Poder ejecutivo: administrador dependiente del Departamento de Infraestructura, Desarrollo Regional y Ciudades. Poder legislativo: Parlamento de Australia.                                     | Territorio externo con gobierno local propio (condado con un presidente), administrado bajo el Christmas Island Act 1958 del Parlamento de Australia. Por delegación del Gobierno federal se aplican leyes del estado de Australia Occidental.        | CX                      |
| Islas Cocos (Territory of Cocos (Keeling) Islands)                          | 14               | 544 (2016).                                                                                | Jefe de estado: monarca de Australia, representado por el gobernador general de Australia, que nombra un administrador no residente. Poder ejecutivo: administrador dependiente del Departamento de Infraestructura, Desarrollo Regional y Ciudades. Poder legislativo: Parlamento de Australia.                        | Territorio externo con gobierno local propio (condado con un presidente), administrado bajo el Cocos (Keeling) Islands Act 1955 del Parlamento de Australia. Por delegación del Gobierno federal se aplican leyes del estado de Australia Occidental. | CC                      |
| Islas Ashmore y Cartier (Territory of Ashmore and Cartier Islands)          | 5                | Sin población nativa.                                                                      | Jefe de estado: monarca de Australia, representado por el gobernador general de Australia, que nombra un administrador no residente. Poder ejecutivo: administrador dependiente del Departamento de Infraestructura, Desarrollo Regional y Ciudades (con sede en Camberra). Poder legislativo: Parlamento de Australia. | Territorio externo administrado bajo el Ashmore and Cartier Islands Acceptance Act 1933 del Parlamento de Australia. Se aplican leyes del Territorio del Norte.                                                                                       | -                       |
| Islas del Mar del Coral (Coral Sea Islands Territory)                       | 3                | Sin población nativa. 4 no permanentes.                                                    | Jefe de estado: monarca de Australia, representado por el gobernador general de Australia, que nombra un administrador no residente. Poder ejecutivo: administrador dependiente del Departamento de Infraestructura, Desarrollo Regional y Ciudades (con sede en Camberra). Poder legislativo: Parlamento de Australia. | Territorio externo administrado bajo el Coral Sea Islands Act 1969 del Parlamento de Australia. Se aplican leyes del Territorio de la Capital Australiana.                                                                                            | -                       |
| Isla Heard e isla McDonald (Territory of Heard Island and McDonald Islands) | 368              | Sin población nativa.                                                                      | Jefe de estado: monarca de Australia, representado por el gobernador general de Australia. Administración: División Antártica Australiana del Departamento de Medio Ambiente y Energía (con sede en Camberra). Poder legislativo: Parlamento de Australia.                                                              | Territorio externo administrado bajo el Heard Island and McDonald Islands Act 1953 del Parlamento de Australia. Se aplican leyes del Territorio de la Capital Australiana.                                                                            | HM                      |
| Territorio Antártico Australiano (Australian Antarctic Territory)           | 5 896 500        | Sin población nativa. Población permanente y no permanente de Australia y de otros países. | Jefe de estado: monarca de Australia, representado por el gobernador general de Australia. Administración: División Antártica Australiana del Departamento de Medio Ambiente y Energía. Poder legislativo: Parlamento de Australia.                                                                                     | Territorio externo (reclamación antártica) administrado bajo el Australian Antarctic Territory Act 1954 del Parlamento de Australia y el Tratado Antártico (internacional, 1959). Se aplican leyes del Territorio de la Capital Australiana.          | AQ                      |

### China
China tiene dos regiones administrativas especiales que tienen autonomía y se rigen de acuerdo con la constitución china y las leyes básicas respectivas. Las regiones administrativas especiales difieren enormemente del resto de las divisiones territoriales de China en términos administrativos, económicos, legislativos y judiciales, incluso por moneda, tráfico de izquierda a derecha, idiomas oficiales y control de inmigración. 
Fueron creadas para los territorios descolonizados devueltos a China. Los habitantes de las dos regiones administrativas especiales tienen la ciudadanía china, pero con condiciones diferentes al resto de China. Ambos estatus especiales deberían terminar en el año 2047 (en el caso de Hong Kong) y en el año 2049 en el caso de Macao.
| Territorio (nombre oficial)              | Superficie (km²) | Población              | Gobierno | Tipo de dependencia | Código de país ISO 3166 |
| ---------------------------------------- | ---------------- | ---------------------- | --- | --- | ----------------------- |
| Hong Kong (中華人民共和國香港特別行政區) | 1092             | 7 482 500 (est. 2018). | Jefe de estado: presidente de la República Popular China. Jefe de gobierno: jefe ejecutivo de Hong Kong nombrado por el Consejo de Estado de la República Popular China. Poder legislativo: Consejo Legislativo de Hong Kong. Poder judicial: la Alta Corte de Hong Kong es el órgano de apelación final por delegación de la Asamblea Popular Nacional de China. | Región administrativa especial. Tiene autonomía de acuerdo a la Declaración Conjunta Sino-Británica (1984, internacional) y la Ley Básica de Hong Kong sancionada por la Asamblea Popular Nacional de China (1990). Tiene moneda propia: el dólar de Hong Kong. | HK                      |
| Macao (中華人民共和國澳門特別行政區)     | 27.3             | 667 400 (est. 2017).   | Jefe de estado: presidente de la República Popular China. Jefe de gobierno: jefe ejecutivo de Macao nombrado por el Consejo de Estado de la República Popular China. Poder legislativo: Asamblea Legislativa de Macao. Poder judicial: la Corte de Apelaciones de Macao es el órgano de apelación final por delegación de la Asamblea Popular Nacional de China.  | Región administrativa especial. Tiene autonomía de acuerdo a la Declaración Conjunta Sino-Portuguesa (1987, internacional) y la Ley Básica de Macao sancionada por la Asamblea Popular Nacional de China (1993). Tiene moneda propia: la pataca macaense.       | MO                      |

### Dinamarca
El Reino de  Dinamarca incluye a dos países constituyentes autónomos sujetos a la constitución danesa. El gobierno de Dinamarca mantiene pleno control sobre las relaciones exteriores y la defensa, y en las Islas Feroe también sobre la policía, justicia y moneda. Los habitantes de los dos territorios tienen la ciudadanía danesa, pero los groenlandeses tienen nacionalidad separada.
| Territorio (nombre oficial)    | Superficie (km²) | Población           | Gobierno | Tipo de dependencia | Código de país ISO 3166 |
| ------------------------------ | ---------------- | ------------------- | --- | --- | ----------------------- |
| Groenlandia (Kalaallit Nunaat) | 2 166 086        | 55 992 (est. 2019). | Jefe de estado: monarca de Dinamarca, representado por el alto comisionado de Dinamarca en Groenlandia (también representa al Gobierno danés). jefe de gobierno: primer ministro de Groenlandia, que encabeza un gabinete. Poder legislativo: Parlamento de Groenlandia. Poder judicial: las apelaciones más allá de Groenlandia van a la Corte Suprema de Dinamarca. | País constituyente del Reino de Dinamarca con autogobierno bajo la Ley de Autogobierno de Groenlandia de 2009 del Parlamento de Dinamarca (referendo no vinculante de autogobierno en 2008). Aunque no es parte de la Unión Europea, está incluido entre los países y territorios de ultramar de la Unión Europea. No tiene moneda propia y usa la corona danesa. | GL                      |
| Islas Feroe (Føroyar)          | 1399             | 51 783 (est. 2019). | Jefe de estado: monarca de Dinamarca, representado por el alto comisionado de Dinamarca en las Islas Feroe (también representa al Gobierno danés). jefe de gobierno: løgmaður (primer ministro), que encabeza un gabinete. Poder legislativo: Løgting. Poder judicial: las apelaciones más allá de las Islas Feroe van a la Corte Suprema de Dinamarca.               | País constituyente del Reino de Dinamarca con autogobierno bajo la Ley de Autogobierno de las Islas Feroe de 1948 del Parlamento de Dinamarca. No está incluido en la Unión Europea. Aunque usa la corona danesa emite también la corona feroesa en paridad con ella.                                                                                             | FO                      |

### Finlandia
Finlandia incluye una región autónoma neutral y desmilitarizada sujeta a un tratado internacional, regida por una constitución sancionada por el Parlamento de Finlandia. Sus habitantes tienen la ciudadanía finlandesa.
| Territorio (nombre oficial) | Superficie (km²) | Población           | Gobierno | Tipo de dependencia | Código de país ISO 3166 |
| --------------------------- | ---------------- | ------------------- | --- | --- | ----------------------- |
| Åland (Åland)               | 1580             | 29 789 (est. 2018). | Jefe de estado: presidente de Finlandia, representado por un gobernador. jefe de gobierno: lantråd (primer ministro), que encabeza un gabinete. Poder legislativo: Parlamento de Åland. Poder judicial: las apelaciones más allá de Åland van a la Corte Suprema de Finlandia. | Región autónoma neutral y desmilitarizada por el Tratado de París (internacional, 1856), gobernada por la Ley de Autonomía de Aland de 1920 del Parlamento de Finlandia. Es considerada una región autónoma especial de la Unión Europea. Como el resto de Finlandia, su moneda es el euro. | AX                      |

### Francia
Francia tiene 12 colectividades territoriales que conforman la Francia de ultramar, se rigen por la constitución francesa y leyes del Parlamento francés y son consideradas partes integrales de la República Francesa. Hay 5 colectividades que tienen estatus de departamento y región de ultramar que se rigen por las leyes comunes a los departamentos y regiones de la Francia europea (art. 73 de la Constitución francesa), siendo 3 de ellos colectividades territoriales únicas. 
Hay 5 colectividades de ultramar que se rigen por leyes orgánicas específicas regidas por el art. 74 de la Constitución francesa, y una colectividad sui generis (Nueva Caledonia) que tiene un estatuto especial de amplia autonomía establecido por el Acuerdo de Numea (en 1998) en espera de su posible independencia. Hay además un territorio de ultramar deshabitado regido por una ley específica (Loi n° 55-1052 de 6 de agosto de 1955). Además de las colectividades territoriales hay una isla deshabitada que es dominio público del Estado, regida por la misma ley anterior. Los habitantes de dichos territorios tienen la ciudadanía francesa.
| Territorio (nombre oficial)                                                            | Superficie (km²) | Población                                 | Gobierno | Tipo de dependencia | Código de país ISO 3166 |
| -------------------------------------------------------------------------------------- | ---------------- | ----------------------------------------- | --- | --- | ----------------------- |
| Guadalupe (Département de Guadeloupe)                                                  | 1629             | 390 253 (est. 2017).                      | Jefe de estado: presidente de Francia, representado por un prefecto. Nivel regional: Consejo Regional de Guadalupe, con un presidente. Nivel departamental: Consejo Departamental de Guadalupe, con un presidente.                                                | Región y departamento de ultramar con gobierno regional y departamental propio. Es una Región Ultraperiférica de la Unión Europea. El euro es la moneda de curso legal. | GP                      |
| Reunión (Département de La Réunion)                                                    | 2512             | 853 659 (est. 2017).                      | Jefe de estado: presidente de Francia, representado por un prefecto. Nivel regional: Consejo Regional de Reunión, con un presidente. Nivel departamental: Consejo Departamental de Reunión, con un presidente.                                                    | Región y departamento de ultramar con gobierno regional y departamental propio. Es una Región Ultraperiférica de la Unión Europea. El euro es la moneda de curso legal. | RE                      |
| Martinica (Département de Martinique)                                                  | 1128             | 372 594 (est. 2017).                      | Jefe de estado: presidente de Francia, representado por un prefecto. Poder ejecutivo territorial: Consejo Ejecutivo de Martinica, con un presidente. Asamblea deliberante: Asamblea de Martinica (nivel regional y departamental).                                | Región y departamento de ultramar con estatus de colectividad territorial única y gobierno territorial propio. Es una Región Ultraperiférica de la Unión Europea. El euro es la moneda de curso legal. | MQ                      |
| Guayana Francesa (Département de Guyane)                                               | 83 856           | 268 700 (est. 2017).                      | Jefe de estado: presidente de Francia, representado por un prefecto. Asamblea deliberante: Asamblea de Guayana (nivel regional y departamental), con un presidente ejecutivo.                                                                                     | Región y departamento de ultramar con estatus de colectividad territorial única y gobierno territorial propio. Es una Región Ultraperiférica de la Unión Europea. El euro es la moneda de curso legal. | GF                      |
| Mayotte (Département de Mayotte)                                                       | 376              | 256 518 (est. 2017).                      | Jefe de estado: presidente de Francia, representado por un prefecto. Asamblea deliberante: Consejo Departamental de Mayotte (nivel regional y departamental), con un presidente ejecutivo.                                                                        | Región y departamento de ultramar con estatus de colectividad territorial única y gobierno territorial propio. Es una Región Ultraperiférica de la Unión Europea. El euro es la moneda de curso legal. | YT                      |
| Nueva Caledonia (Nouvelle-Calédonie)                                                   | 18 575.5         | 271 407 (2019).                           | Jefe de estado: presidente de Francia, representado por el alto comisionado de la República en Nueva Caledonia. Poder ejecutivo territorial: presidente del gobierno Asamblea deliberante: Congreso de Nueva Caledonia (bicameral)                                | Colectividad sui generis con gobierno autónomo. Se rige por la Loi organique relative à la Nouvelle-Calédonie del Parlamento francés de acuerdo con el art. 76 de la Constitución francesa. En tres referendos celebrados en 2018, 2020 y 2021 los neocaledonios rechazaron la independencia. Está incluido entre los países y territorios de ultramar de la Unión Europea. Junto con otros territorios franceses de Oceanía comparte el franco CFP. | NC                      |
| Polinesia Francesa (Polynésie française)                                               | 4167             | 275 918 (2017).                           | Jefe de estado: presidente de Francia, representado por el alto comisario de la República en Polinesia Francesa. Jefe de gobierno: presidente de la Polinesia Francesa Asamblea deliberante: Asamblea de la Polinesia Francesa                                    | Colectividad de ultramar con gobierno territorial autónomo. Está incluido entre los países y territorios de ultramar de la Unión Europea. Junto con otros territorios franceses de Oceanía comparte el franco CFP. | PF                      |
| San Bartolomé (Saint-Barthélemy)                                                       | 24               | 9793 (2016).                              | Jefe de estado: presidente de Francia, representado por un prefecto delegado. Asamblea deliberante: Consejo Territorial de San Bartolomé, con un presidente que además preside el Consejo Ejecutivo.                                                              | Colectividad de ultramar con gobierno territorial propio. Está incluido entre los países y territorios de ultramar de la Unión Europea. El euro es la moneda de curso legal. | BL                      |
| San Martín (Saint-Martin)                                                              | 53.2             | 35 746 (2016).                            | Jefe de estado: presidente de Francia, representado por un prefecto delegado. Asamblea deliberante: Consejo Territorial de San Martín, con un presidente que además preside el Consejo Ejecutivo.                                                                 | Colectividad de ultramar con gobierno territorial propio. Es una Región Ultraperiférica de la Unión Europea. El euro es la moneda de curso legal. | MF                      |
| San Pedro y Miquelón (Saint-Pierre-et-Miquelon)                                        | 242              | 6274 (2017).                              | Jefe de estado: presidente de Francia, representado por un prefecto. Asamblea deliberante: Consejo Territorial de San Pedro y Miquelón, con un presidente que además preside el Consejo Ejecutivo.                                                                | Colectividad de ultramar con gobierno territorial propio. Está incluido entre los países y territorios de ultramar de la Unión Europea. El euro es la moneda de curso legal. | PM                      |
| Wallis y Futuna (Territoire des îles Wallis et Futuna)                                 | 124.2            | 11 558 (2018).                            | Jefe de estado: presidente de Francia, representado por un administrador superior con poder ejecutivo. Asamblea deliberante: Asamblea Territorial de las Islas Wallis y Futuna, con el administrador superior como presidente.                                    | Colectividad de ultramar con gobierno territorial propio. Está incluido entre los países y territorios de ultramar de la Unión Europea. Junto con otros territorios franceses de Oceanía comparte el franco CFP. | WF                      |
| Tierras Australes y Antárticas Francesas (Terres australes et antarctiques françaises) | 439 672          | Sin población nativa. 196 no permanentes. | Jefe de estado: presidente de Francia, representado por un administrador superior residente en Saint-Pierre (Reunión) que ejerce el poder ejecutivo asistido por un consejo consultivo. En cada uno de los 5 distritos está representado por un jefe de distrito. | Territorio de ultramar administrado por el Gobierno de Francia bajo la Loi n° 55-1052. Incluye un sector antártico (Tierra Adelia) administrado bajo el Tratado Antártico (internacional, 1959). Está incluido entre los países y territorios de ultramar de la Unión Europea (a excepción de la Tierra Adelia). El euro es la moneda de curso legal.                                                                                                | TF (AQ)                 |
| Isla Clipperton (Île Clipperton)                                                       | 1.7              | Sin población nativa.                     | Jefe de estado: presidente de Francia, representado por el alto comisario de la República en Polinesia Francesa como administrador delegado, no residente (con sede en Papeete).                                                                                  | Posesión administrada por el Gobierno de Francia bajo la Loi n° 55-1052, como dominio público del Estado. No está incluido en la Unión Europea. El euro es la moneda de curso legal. | -                       |

### Países Bajos
El Reino de los  Países Bajos comprende 4 países constituyentes, tres de los cuales están en el Caribe con autonomía en asuntos internos, y el otro tiene la mayor parte de su área en Europa (Países Bajos), pero que incluye tres municipios en el Caribe administrados directamente por el Gobierno de los Países Bajos y que no integran ninguna provincia. 
Las 4 constituciones de países constituyentes del reino están sometidas al Statuut voor het Koninkrijk der Nederlanden que regula las relaciones entre ellos y que puede modificarse por los Estados Generales de los Países Bajos y el monarca promulga solo con el acuerdo de los otros 3 países constituyentes. El Gobierno de los Países Bajos maneja los asuntos de defensa, las relaciones exteriores, extradición y nacionalidad común de todos los países constituyentes.
| Territorio (nombre oficial)    | Superficie (km²) | Población       | Gobierno | Tipo de dependencia | Código de país ISO 3166 |
| ------------------------------ | ---------------- | --------------- | --- | --- | ----------------------- |
| Aruba (Pais Aruba)             | 180              | 112 309 (2019). | Jefe de estado: monarca de los Países Bajos, representado por el gobernador de Aruba Jefe de gobierno: primer ministro de Aruba, que encabeza un consejo de ministros. Poder legislativo: Parlamento de Aruba. Poder judicial: las apelaciones más allá de Aruba van a la Corte Conjunta de Justicia de Aruba, Curazao, Sint Maarten y el Caribe Neerlandés y luego a la Corte Suprema de los Países Bajos.                                       | País constituyente del Reino de los Países Bajos, autónomo con constitución propia. En marzo de 1977 un referendo aprobó la independencia de Aruba. En marzo de 1983 se acordó la ruta para la independencia en 1996, pero en 1990 se acordó posponerla indefinidamente y se canceló en 1995. Mantiene el derecho a solicitar a los Estados Generales de los Países Bajos un nuevo referendo. Está incluido entre los países y territorios de ultramar de la Unión Europea. Tiene moneda propia: el florín arubeño. | AW                      |
| Curazao (País de Curazao)      | 444              | 158 665 (2019). | Jefe de estado: monarca de los Países Bajos, representado por el gobernador de Curazao Jefe de gobierno: primer ministro de Curazao, que encabeza un gabinete. Poder legislativo: Parlamento de Curazao. Poder judicial: las apelaciones más allá de Curazao van a la Corte Conjunta de Justicia de Aruba, Curazao, Sint Maarten y el Caribe Neerlandés y luego a la Corte Suprema de los Países Bajos.                                           | País constituyente del Reino de los Países Bajos, autónomo con constitución propia. Está incluido entre los países y territorios de ultramar de la Unión Europea. Junto con San Martín comparte el florín antillano neerlandés. | CW                      |
| San Martín (Land Sint Maarten) | 34               | 41 486 (2019).  | Jefe de estado: monarca de los Países Bajos, representado por el gobernador de Sint Maarten Jefe de gobierno: primer ministro de Sint Maarten, que encabeza un consejo de ministros. Poder legislativo: Parlamento de Sint Maarten. Poder judicial: las apelaciones más allá de San Martín van a la Corte Conjunta de Justicia de Aruba, Curazao, Sint Maarten y el Caribe Neerlandés y luego a la Corte Suprema de los Países Bajos.             | País constituyente del Reino de los Países Bajos, autónomo con constitución propia. Está incluido entre los países y territorios de ultramar de la Unión Europea. Junto con Curazao comparte el florín antillano neerlandés. | SX                      |
| Bonaire (Bonaire)              | 294              | 20 104 (2019).  | Jefe de estado: monarca de los Países Bajos representado por un teniente gobernador Jefe de gobierno: primer ministro de los Países Bajos Poder legislativo: Estados Generales de los Países Bajos Nivel local: alcalde y consejo municipal. Poder judicial: las apelaciones más allá de Bonaire van a la Corte Conjunta de Justicia de Aruba, Curazao, Sint Maarten y el Caribe Neerlandés y luego a la Corte Suprema de los Países Bajos.       | Municipalidad especial de los Países Bajos no integrada en ninguna provincia. Está incluido entre los países y territorios de ultramar de la Unión Europea. No tiene moneda propia y usa el dólar estadounidense. | BQ                      |
| Saba (Saba)                    | 13               | 1915 (2019).    | Jefe de estado: monarca de los Países Bajos representado por un gobernador Jefe de gobierno: primer ministro de los Países Bajos Poder legislativo: Estados Generales de los Países Bajos Nivel local: alcalde y consejo municipal. Poder judicial: las apelaciones más allá de Saba van a la Corte Conjunta de Justicia de Aruba, Curazao, Sint Maarten y el Caribe Neerlandés y luego a la Corte Suprema de los Países Bajos.                   | Municipalidad especial de los Países Bajos no integrada en ninguna provincia. Está incluido entre los países y territorios de ultramar de la Unión Europea. No tiene moneda propia y usa el dólar estadounidense. | BQ                      |
| San Eustaquio (Sint Eustatius) | 21               | 3138 (2019).    | Jefe de estado: monarca de los Países Bajos representado por un teniente gobernador Jefe de gobierno: primer ministro de los Países Bajos Poder legislativo: Estados Generales de los Países Bajos Nivel local: alcalde y consejo municipal. Poder judicial: las apelaciones más allá de San Eustaquio van a la Corte Conjunta de Justicia de Aruba, Curazao, Sint Maarten y el Caribe Neerlandés y luego a la Corte Suprema de los Países Bajos. | Municipalidad especial de los Países Bajos no integrada en ninguna provincia. Está incluido entre los países y territorios de ultramar de la Unión Europea. No tiene moneda propia y usa el dólar estadounidense. | BQ                      |